# باول كارتر (مؤرخ)
باول كارتر (بالإنجليزية: Paul Carter)‏ هو مؤرخ أسترالي، ولد في 1951.